# Damián Ísmodes
Damián Diego Ísmodes Saravia (* 10. März 1989 in Lima) ist ein peruanischer Fußballspieler.

## Spielerkarriere

### Verein
Im Jahr 2000 schloss sich Damián Ísmodes der Jugendabteilung des peruanischen Topklubs Sporting Cristal an. Mit 16 Jahren debütierte er in der Saison 2005 unter Trainer José del Solar in der ersten Mannschaft. In diesem Jahr gewann er seinen bislang einzigen Titel, als Sporting Cristal peruanischer Meister wurde. Schon mit 18 Jahren hatte der offensive Mittelfeldspieler mehr als 40 Profispiele auf seinem Konto.
Im Januar 2008 wechselte er zum spanischen Erstligisten Racing Santander. Hier unterzeichnete er einen Vertrag bis Ende der Saison 2012/13, da er sich in den nächsten Jahren im europäischen Fußball durchsetzen wollte. Eine Verletzung war Mit-Ursache, dass er sein Debüt erst am letzten Spieltag der Saison 2007/2008 gab, als er gegen Osasuna in der Nachspielzeit eingewechselt wurde. Da er auch in der folgenden Saison lediglich im Pokal zum Einsatz gekommen war, wurde er in der Winterpause an SD Eibar verliehen. Im Sommer 2009 kehrte er in seine Heimat zu Sporting Cristal in die erste peruanische Liga zurück. Aufgrund von Verletzungen musste Ísmodes jedoch immer wieder Zwangspausen einlegen. So warf ihn im August 2010 ein acht Zentimeter langer Riss im Oberschenkel zurück.

### Nationalmannschaft
Ísmodes spielte für Peru bei der U-17- und 2007 bei der U-20-Südamerikameisterschaft. Sein erstes Länderspiel mit der A-Nationalmannschaft bestritt er am 3. Juni 2007 gegen Ecuador. Bei der Copa América 2007 in Venezuela kam er zu einem Einsatz. Insgesamt bestritt er bis 2009 fünf Länderspiele.

## Erfolge
- Peruanischer Meister: 2005 (mit Sporting Cristal)